# Marjane Satrapi
Marjane Satrapi (persiska: مرجان ساتراپی), född 22 november 1969 i Rasht, Iran är en iransk-fransk konstnär, serietecknare och regissör. Satrapi har bott i Österrike och Sverige. Hon har därefter slagit sig ner i Paris, Frankrike, tillsammans med sin svenske man.
På svenska finns bland annat serien Persepolis i fyra delar. Det är en självbiografisk serie som handlar om hennes uppväxt. Satrapi har även illustrerat flera barnböcker.
Satrapi har även agerat regissör när hennes seriealbum Persepolis och Kyckling med plommon filmatiserades år 2007 respektive 2011. 2019 regisserade hon den brittiska spelfilmen Marie Curie: Pionjär. Geni. Rebell., baserad på Lauren Redniss' serieroman.

## Priser och utmärkelser
- 2004 – Max-und-Moritz-Preis
- 2005 – Peter Pan-priset
- 2005 – Urhunden
- 2015 – Adamsonstatyetten[22][23]